# Дятел, Виталий Афанасьевич
Виталий Афанасьевич Дятел (18 июня 1932,Конотоп - 1996, Москва) — советский государственный и политический деятель, председатель Магаданского областного исполнительного комитета.

## Биография
С 1947 года работал на общественной и политической работе. В 1947—1987 гг. — токарь на паровозостроительном заводе г. Ворошиловград, мастер, прораб в СМУ-4 г. Алма-Аты, прораб, начальник участка, главный инженер на строительстве Иультинского горно-обогатительного комбината Магаданского совнархоза, работник «Северовостокзолото» и «Северовостокстрой», заместитель председателя Магаданского облисполкома, первый секретарь Магаданского горкома КПСС, председатель Магаданского областного исполнительного комитета
Избирался депутатом Верховного Совета РСФСР 10-го и 11-го созывов.